# Мазер, Джон Норман
Джон Норман Ма́зер (англ. John Norman Mather; 9 июня 1942, Лос-Анджелес, США — 28 января 2017, Принстон, Нью-Джерси, США) — американский математик, специалист в области теории особенностей гладких отображений и теории динамических систем (в частности, гамильтоновой механике).

## Биография
Член Национальной академии наук США (1988).